# Козюра Валерій Миколайович
Козюра Валерій Миколайович (14 серпня 1950, Решетилівка, Полтавська область — 2 травня 2019, Решетилівка, Полтавська область) — краєзнавець, викладач, громадський діяч, журналіст та літератор.

## Біографія
Народився 14 серпня 1950 року в Решетилівці. В цьому місті спливли його дитячі та юнацькі роки.
У 1967 році закінчив Решетилівську середню школу із срібною медаллю.
1972 рік навчання на історичному факультеті Харківського державного університету, завершення з відзнакою.
Потім — вчителювання, комсомольська та партійна робота.
1991 року — викладач історії України в Лубенському лісотехнічному коледжі.
1986 році брав участь у ліквідації наслідків аварії на Чорнобильській АЕС. Нагороджений орденом «За мужність і відвагу» та медаллю «Захисник Вітчизни».
П'ять разів обирався депутатом Лубенської міської та Лубенської районної рад.
Неодноразовий учасник науково-практичних конференцій із питань історичного краєзнавства в Україні та близькому зарубіжжі.
Помер 2 травня 2019 року.

## Нагороди
За плідні здобутки на науково-краєзнавчому поприщі та в царині літературної діяльності відзначений:
- журналістська премія імені письменника-земляка Олексія Шевченка, заснованою редакцією газети «Лубенщина»,
- літературно-мистецька премія імені письменника-земляка Василя Симоненка,
- літературно-мистецька премія імені письменника-земляка Володимира Малика,
- лауреат обласної премії імені Івана Петровича Котляревського, 2016 року (у номінації «Сучасна проза»),
- лауреат обласної премії імені Панаса Мирного, 2011 (номінація «Література, літературознавство»).

## Творчість
Автор багатьох книг з історії рідного краю, цілої низки підручників та методичних розробок з історичного краєзнавства.
В періодиці ним було опубліковано до 300 статей, нарисів про історію рідного краю, а також чимало літературознавчих розвідок, рецензій. Окрім того, він зарекомендував себе як гарний журналіст та літератор.
- зібрано і внесено до обласної «Книги Пам'яті» (1941—1945 рр.) 12,5 тисяч прізвищ земляків-лубенців, які полягли в боях із німецько-фашистськими загарбниками;
- повернуто із небуття і внесено до книги «Курган Скорботи» 8,5 тисячі прізвищ жертв штучного Голодомору 1932—1933 7 років на Лубенщині;
- 3,5 тисячі прізвищ земляків-учасників ліквідації аварії на Чорнобильській АЕС — до книги пам'яті «Обпалені Чорнобилем». Ця робота виконана у співпраці із сином Ігорем Козюрою — кандидатом історичних наук, а також за допомогою юних пошуковців — вихованців Лубенського лісотехнічного коледжу.

## Книги
- Ванцак Б. С. Рідний край: навч. посіб. з історії Лубенщини для учнів шкіл, училищ і технікумів / Б. С. Ванцак, В. М. Козюра. — Лубни, 1993. — 101 с.
- Козюра І. В. Володимир Малик: життя і творчість / І. В. Козюра, В. М. Козюра. — Полтава: АСМІ, 2003. — 132.
- Козюра І. В. З літопису рідного краю: нариси / І. В. Козюра. — Полтава: АСМІ, 2011. — 148 с.
- Козюра І. В. Забуттю не підлягає: до 65-ї річниці трагедії 15 жовтня 1941 року в Лубнах / І. В. Козюра, В. М. Козюра, Г. М. Хенкін. — Полтава: АСМІ, 2006. — 132 с.
- Козюра І. В. «Засвіт встали козаченьки…»: сторінки історії Решетилівщини в Добу Козаччини / І. В. Козюра, В. М. Козюра. — Полтава: АСМІ, 2009. — 56 с.
- Козюра І. В. Ісківці: чотири століття історії / І. В. Козюра, В. М. Козюра. — Полтава: АСМІ, 2002. — 80 с.
- Козюра І. В. Історичні постаті Посулля / І. В. Козара, В. М. Козюра. — Полтава: Полтавський літератор, 2001. — 120 с.
- Козюра І. В. Історичні силуети: нариси / І. В. Козюра, В. М. Козюра. — Полтава: АСМІ, 2010. — 320 с.
- Козюра І. В. Історія крізь долі: [історичні нариси] / І. В. Козюра, В. М. Козюра. — Полтава: АСМІ. 2016. — 271 с.
- Козюра І. В. Історія Посульського краю — на газетних шпальтах: до 90- річчя газети «Лубенщина» / І. В. Козюра, В. М. Козюра. — Полтава: АСМІ, 2007. — 104 с.
- Козюра І. В. Їх пам'ятає рідний край: нариси / І. В. Козюра, В. М. Козюра. — Лубни: Інтер Парк. — 72 с.
- Козюра І. В. Літопис Засулля: нарис із історії територіальної громади / І. В. Козюра, В. М. Козюра. — Полтава: АСМІ, 2005. — 269 с.
- Козюра В. М. Лубенська старовина: оповідання з історії рідного краю / В. М. Козюра, І. В. Козюра. — Полтава: Полтавський літератор, 1994. — 63 с.
- Козюра І. В. Формула успіху / І. В. Козюра. — Лубни: Інтер Парк, 2017. — 88 с.
- Курган Скорботи. Книга пам'яті жертв голодомору 1932—1933 рр. на Лубенщині / упоряд. Д. Г. Янко, І. В. Козюра, В. М. Козюра. — Полтава: АСМІ, 2001. — 116 с.